# Hornoplošník

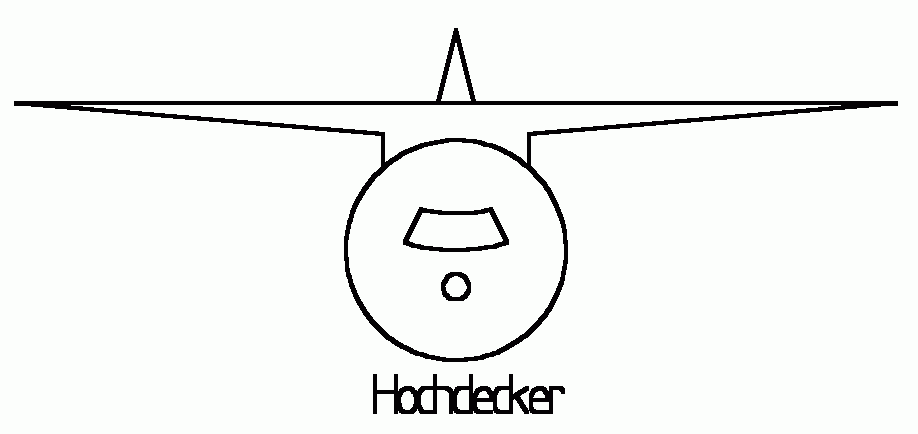
Schéma hornoplošníku

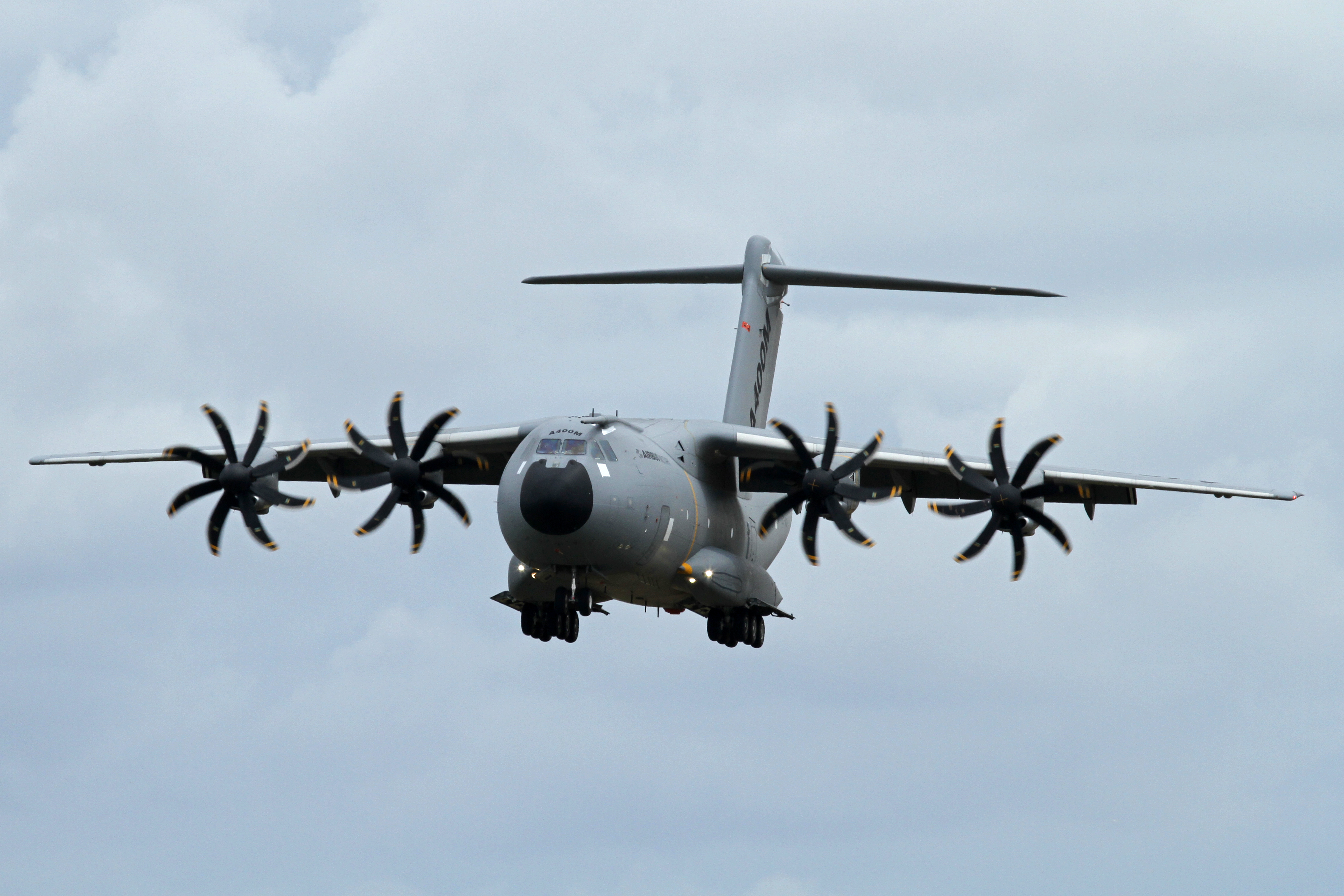
Hornoplošník Airbus A400M

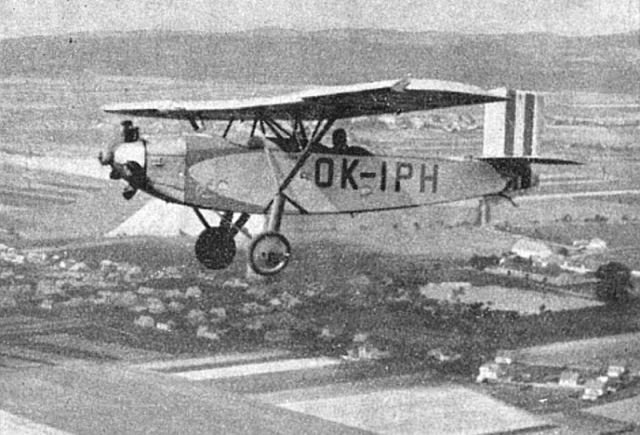
Vzpěrový hornoplošník (parasol) Letov Š-39

Hornoplošník je označení pro letoun, který má křídlo uložené na horní části trupu. Letoun má těžiště níže, než je jeho aerodynamický střed, což zlepšuje podélnou i stranovou stabilitu. Je stabilnější při vzletu a přistání s bočním větrem. Komfort letu hornoplošníků je vysoký, protože jejich příčná stabilita účinně omezuje vliv turbulencí za letu. Křídlo bývá často bez vzepětí. Křídlo hornoplošníku, jež je vetknuté nahoře do trupu, zvyšuje interferenční odpor. Hornoplošné uspořádání z hlediska interference je příznivější, než dolnoplošné, avšak i zde je vhodné zakrýt kouty mezi křídlem a trupem tvarovými přechodovými panely.  Klapky u hornoplošníku mohou mít velkou povrchovou plochu a široký rozsah pohybu, což poskytuje aerodynamické zlepšení pro dosažení výkonu STOL. U vícemotorových letadel je možnost umístit motory výše  nad letištní plochu. Vstupní otvory vzduchu do sání motorů jsou takto lépe chráněny před nasátím cizích těles (např. kameny) zespodu. To je vhodné pro pojíždění letadla na neupravených letištích. Některá starší letadla pro všeobecné letectví mají horní nosné plochy a jako taková využívají gravitační proudění k přívodu paliva do motoru. U hornoplošníku je obtížnější přístup k plnění paliva do nádrží vysoko nad zemí. Také je ztížený přístup k motorům ve výšce u vícemotorových letounů. Hornoplošníky bývají pohodlnější než dolnoplošníky, pokud jde o vstup a výstup.   
Vojenská nákladní letadla jsou obvykle hornoplošníky, protože jsou navržena pro provoz z neupravených letišť, a co je mnohem důležitější, potřebují mít trup dostatečně nízko nad zemí, aby bylo nakládání a vykládání co nejsnazší. Trup těchto hornoplošníků bývá opatřen rozměrnými zadními vraty. Příď bývá výklopná horizontálně, kvůli rozměrným nákladům. Křídlo nahoře také neomezuje pozemní manipulaci s nákladem.   
Bombardéry bývají někdy řešeny jako hornoplošníky. Poskytují dostatek prostoru v pumovnici a pumový náklad je zde vyzvedáván k zavěšení do menší výšky.   
Posádce je umožněn dobrý výhled na krajinu směrem do boků a dolů. Nadměrné náklady mohou být dopraveny přímo k letounu. Hornoplošníky se proto používají jako pozorovací a nákladní letadla. Jsou vhodné i jako dopravní letouny, protože uvnitř trupu poskytují cestujícím dostatek prostoru a pohodlí. Trup však musí být ve spodní části zesílen, aby unesl i v případě nouzového přistání nebo nárazu hmotu křídla, které by jinak mohlo proniknout do trupu a ohrozit lidi uvnitř. Zároveň musí trup poskytovat ochranu při případném kontaktu se zemí.
Zvláštním typem hornoplošníku je parasol (baldachýn), jehož křídlo je umístěno nad trupem na zvláštní vzpěrové konstrukci. Dnes se vyskytuje poměrně vzácně. Tato konstrukce bývá někdy u malých amatérských letadel.  
Koncepce hornoplošníků je často využívána u létajících člunů, kde je nežádoucí dotek křídla a vodní hladiny. Pozice křídla nad trupem umožňuje provádět v blízkosti země manévry s ostřejšími náklony, což zase kompenzuje nevýhoda v menším "vlivu blízkosti země" na křídlo. Při vzletu je potřeba více energie v porovnání se zbylými konstrukcemi. Jistou nevýhodou je, že horní křídlo ztěžuje výhled v zatáčce. 